# Lacul Ciumfu Mare
Lacul Ciumfu Mare este un lac glaciar situat în Parcul Național Retezat din Munții Retezat (Carpații Meridionali, România), la o altitudine de 2040 m, în căldarea de sub vârful Custura (2457 m). Este alimentat de pârâul Custurii, care adună apele lacurilor Custura Mare și Custura Mică
Pârâul lacului Ciumfu Mare, după un parcurs de suprafață se aruncă de pe un prag de peste 100 m, dând naștere la o frumoasă cădere, Cascada Ciumfu. Lacul poate fi vizitat pe poteci ciobănești de cei care ajung la Stâna de Râu.